# João Pinheiro
João Pinheiro – miasto i gmina w Brazylii, w stanie Minas Gerais.